# یوسوکه ناورا
یوسوکه ناورا (ژاپنی: 直良 有祐؛ زادهٔ ۹ ژانویهٔ ۱۹۷۱) یک کارگردان هنری، و توسعه‌دهنده بازی‌های ویدئویی اهل ژاپن است.